# Habrovany (okres Vyškov)
Habrovany je obec nacházející se 12 km jihozápadně od Vyškova, 10 km severně od Slavkova a 3 km od Rousínova. Leží pod listnatými kopci Drahanské vrchoviny v okrese Vyškov, kraji Jihomoravském. Žije zde 928 obyvatel.

## Historie
První písemná zmínka o obci pochází z roku 1350, kdy Mikuláš z Habrovan nechal dne 7. srpna vložit do zemských desk zápis, že prodává Lickovi z Lulče úrok za zboží v Nemojanech.

## Obyvatelstvo

### Struktura
V obci k počátku roku 2016 žilo celkem 831 obyvatel. Z nich bylo 419 mužů a 412 žen. Průměrný věk obyvatel obce dosahoval 41,3 let. Dle Sčítání lidu, domů a bytů, provedeného v roce 2011, žilo v obci 829 lidí. Nejvíce z nich bylo (18,5 %) obyvatel ve věku od 30 do 39 let. Děti do 14 let věku tvořily 15,8 % obyvatel a senioři nad 70 let úhrnem 6,5 %. Z celkem 698 občanů obce starších 15 let mělo vzdělání 37 % střední vč. vyučení (bez maturity). Počet vysokoškoláků dosahoval 9,5 % a bez vzdělání bylo naopak 1,7 % obyvatel. Z cenzu dále vyplývá, že ve městě žilo 386 ekonomicky aktivních občanů. Celkem 90,4 % z nich se řadilo mezi zaměstnané, z nichž 73,1 % patřilo mezi zaměstnance, 1,8 % k zaměstnavatelům a zbytek pracoval na vlastní účet. Oproti tomu celých 50,1 % občanů nebylo ekonomicky aktivní (to jsou například nepracující důchodci či žáci, studenti nebo učni) a zbytek svou ekonomickou aktivitu uvést nechtěl. Úhrnem 357 obyvatel obce (což je 43,1 %), se hlásilo k české národnosti. Dále 227 obyvatel bylo Moravanů a 10 Slováků. Celých 372 obyvatel obce však svou národnost neuvedlo.
Vývoj počtu obyvatel za celou obec i za jeho jednotlivé části uvádí tabulka níže, ve které se zobrazuje i příslušnost jednotlivých částí k obci či následné odtržení.
| Místní části (rok přičlenění k obci) | Místní části (rok přičlenění k obci) | 1791 | 1834 | 1869 | 1880 | 1890 | 1900 | 1910 | 1921 | 1930 | 1950 | 1961 | 1970 | 1980 | 1991 | 2001 | 2011 |
| ------------------------------------ | ------------------------------------ | ---- | ---- | ---- | ---- | ---- | ---- | ---- | ---- | ---- | ---- | ---- | ---- | ---- | ---- | ---- | ---- |
| Počet obyvatel                       | část Habrovany                       | 700  | 760  | 789  | 839  | 832  | 936  | 1015 | 958  | 988  | 840  | 939  | 818  | 783  | 727  | 743  | 829  |
| Počet obyvatel                       | část Olšany (1961 - 1990)            |      |      |      |      |      |      |      |      |      |      | 497  | 476  | 442  |      |      |      |
| Počet obyvatel                       | celá obec                            | 700  | 760  | 789  | 839  | 832  | 936  | 1015 | 958  | 988  | 840  | 1436 | 1294 | 1225 | 727  | 743  | 829  |
| Počet domů                           | část Habrovany                       | 125  | 139  | 155  | 157  | 167  | 175  | 194  | 199  | 228  | 251  | 231  | 239  | 223  | 258  | 276  | 313  |
| Počet domů                           | část Olšany                          |      |      |      |      |      |      |      |      |      |      | 154  | 147  | 141  |      |      |      |
| Počet domů                           | celá obec                            | 125  | 139  | 155  | 157  | 167  | 175  | 194  | 199  | 228  | 251  | 386  | 386  | 364  | 258  | 276  | 313  |

## Zastupitelstvo obce ve volebním období 2022–2026
| Starostka obce                    | Jaroslava Stejskalová |
| Místostarosta obce                | Mgr. Petr Ševčík      |
| Kontrolní výbor                   | Ing. Radomír Novotný  |
| Finanční výbor                    | Lucie Matulíková      |
| Sociální a kulturní výbor         | Alena Adamová         |
| Výbor životního prostředí         | Ing. Lukáš Šrámek     |
| Výbor pro informatiku a propagaci | Jan Bečička           |

## Pamětihodnosti
- Filiální kostel Nejsvětější Trojice
- Socha svatého Floriána u kostela
- Zámek Habrovany

## Galerie

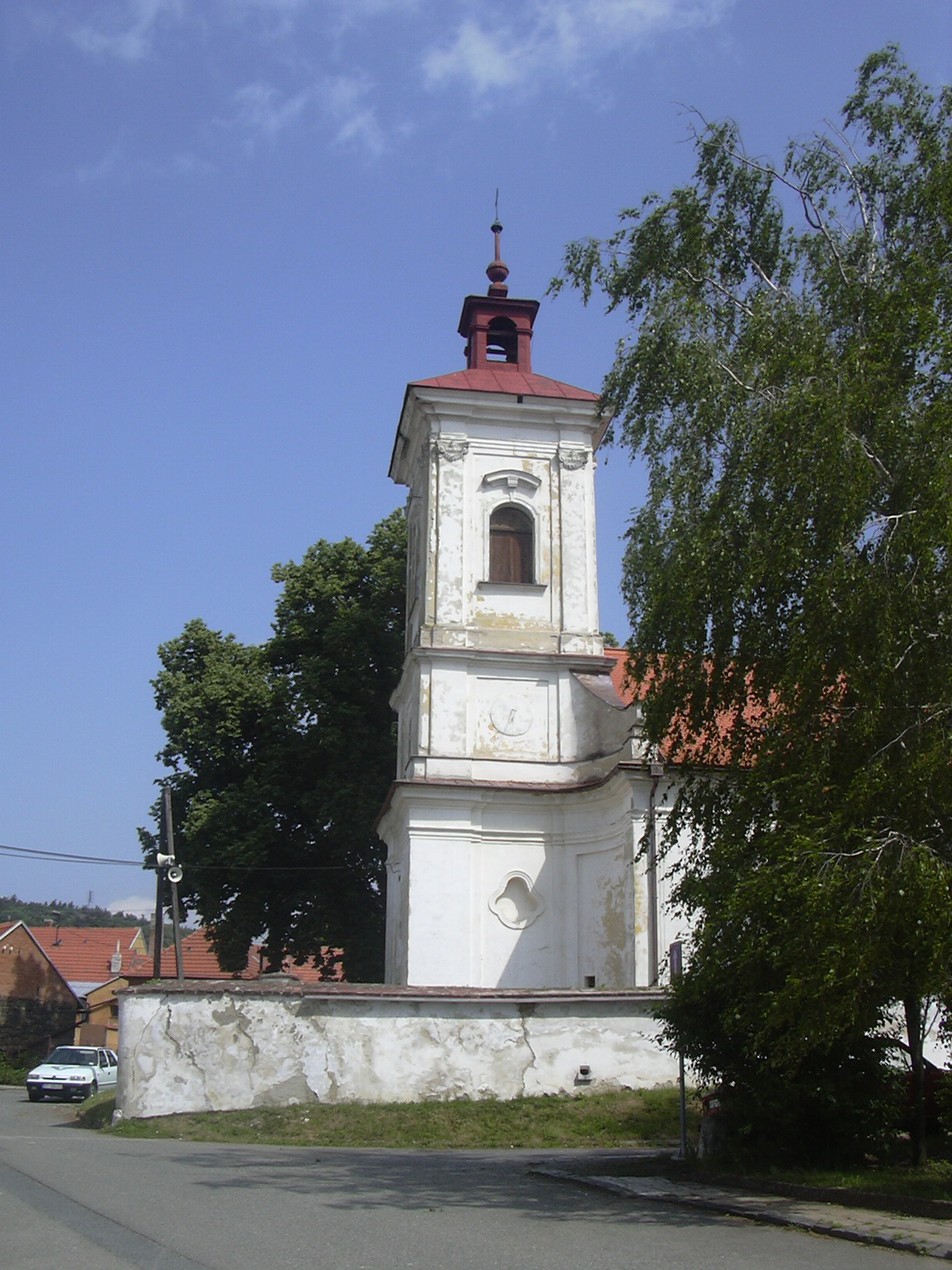
Kostel Nejsvětější Trojice
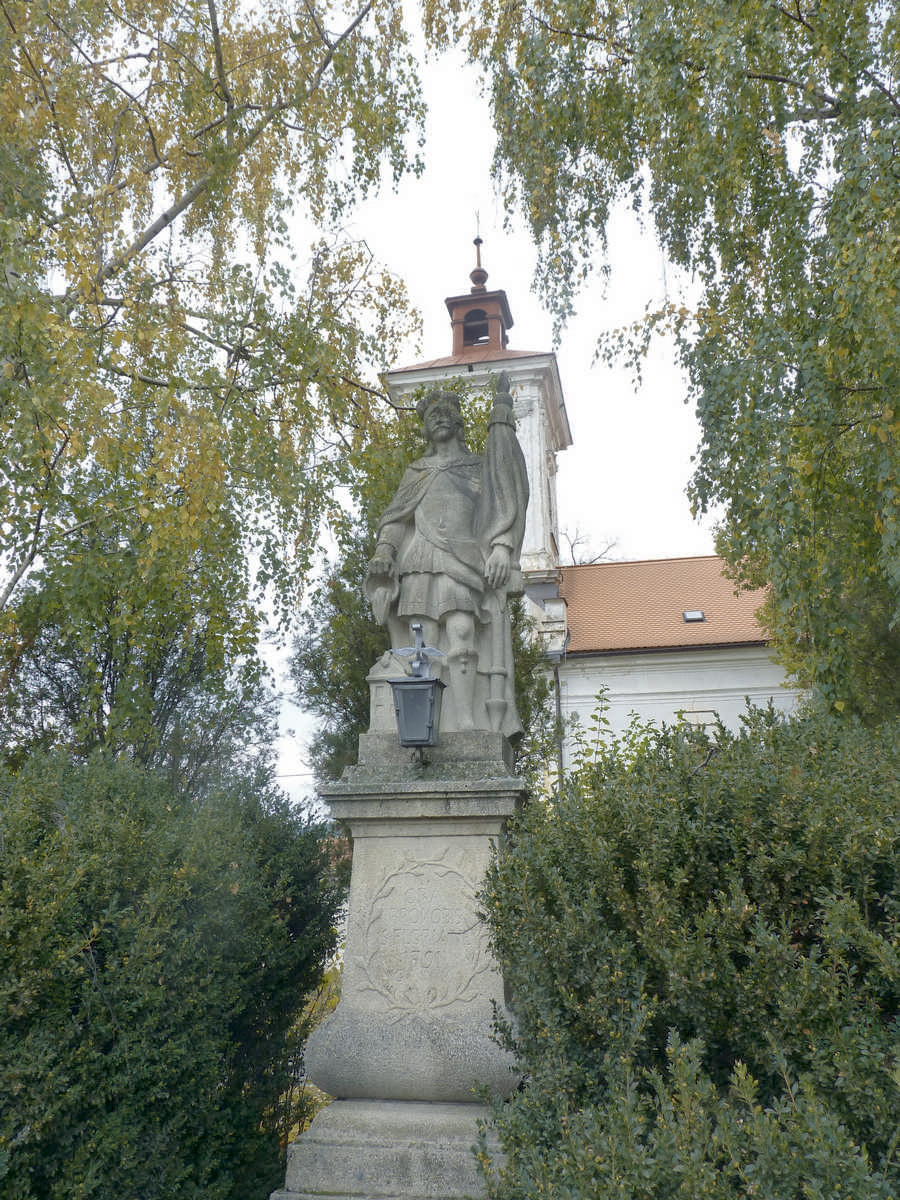
Socha sv. Floriána
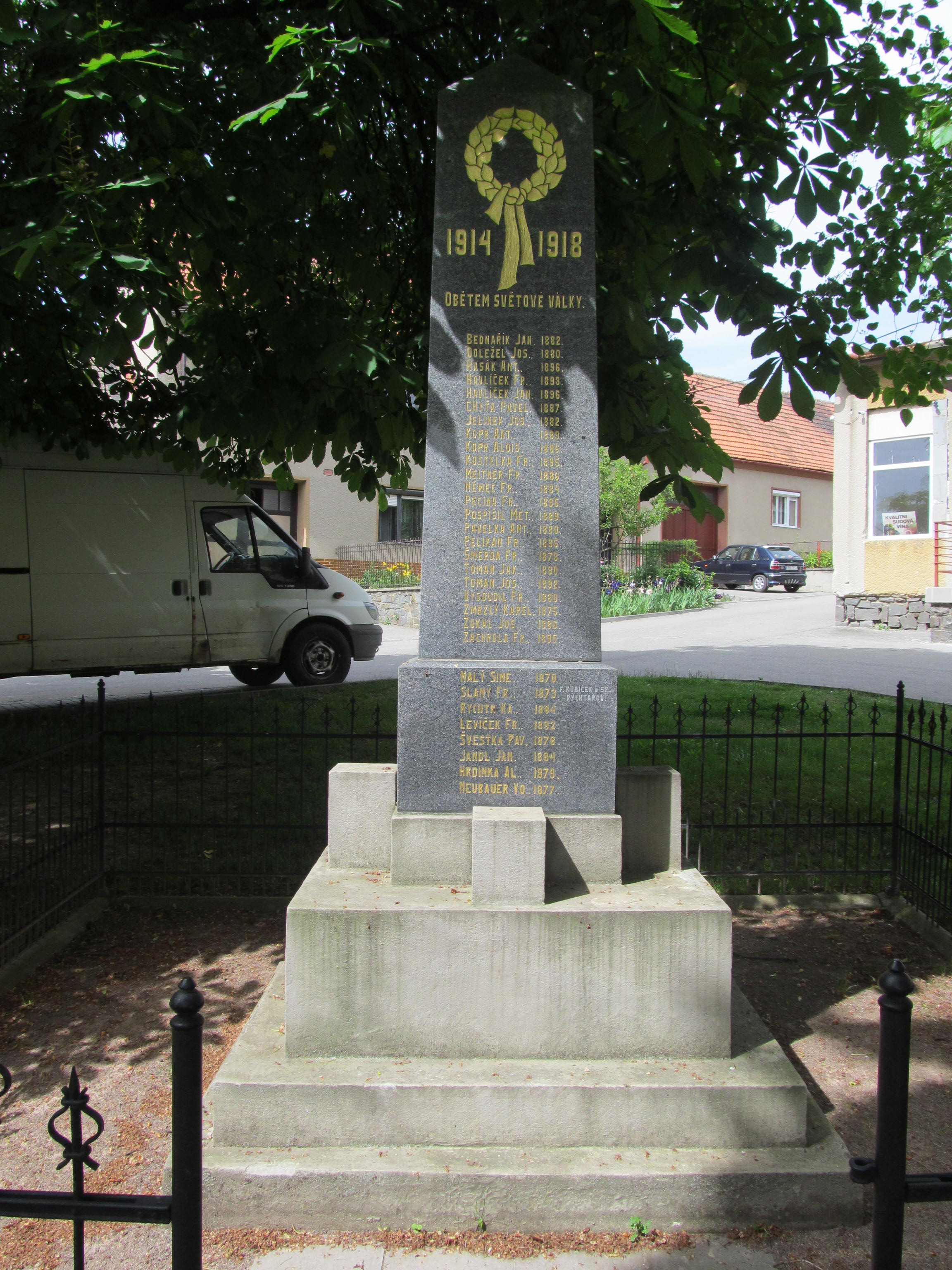
Pomník obětem I. světové války